# Drautalbanan
|  |  |  |

|  | Straight track |

|  | Restricted border on track |

|  | Unknown BSicon "ABZg+r" |

|  | Station on track |

|  | Stop on track |

|  | Stop on track |

|  | Station on track |

|  | Station on track |

|  | Station on track |

|  | Stop on track |

|  | Unknown BSicon "ABZg+r" |

|  | Station on track |

|  | Unknown BSicon "ABZgl" |

|  | Stop on track |

|  | Station on track |

|  | Stop on track |

|  | Station on track |

|  | Stop on track |

|  | Station on track |

|  | Stop on track |

|  | Station on track |

|  | Stop on track |

|  | Unknown BSicon "ABZg+r" |

|  | Station on track |

|  | Unknown BSicon "ABZgl" |

|  | Unknown BSicon "ABZg+r" |

|  | Station on track |

|  | Stop on track |

|  | Stop on track |

|  | Station on track |

|  | Stop on track |

|  | Stop on track |

|  | Station on track |

|  | Station on track |

|  | Unknown BSicon "ABZgr" |

|  | Stop on track |

|  | Station on track |

|  | Stop on track |

|  | Station on track |

|  | Station on track |

|  | Station on track |

|  | Stop on track |

|  | Station on track |

|  | Stop on track |

|  | Station on track |

|  | Stop on track |

|  | Station on track |

|  | Station on track |

|  | Station on track |

|  | Stop on track |

|  | Station on track |

|  | Stop on track |

|  | Station on track |

|  | Stop on track |

|  | Restricted border on track |

|  | Straight track |

|  |  |  |

|  | Straight track |

|  | Restricted border on track |

|  | Unknown BSicon "ABZg+r" |

|  | Station on track |

|  | Stop on track |

|  | Stop on track |

|  | Station on track |

|  | Station on track |

|  | Station on track |

|  | Stop on track |

|  | Unknown BSicon "ABZg+r" |

|  | Station on track |

|  | Unknown BSicon "ABZgl" |

|  | Stop on track |

|  | Station on track |

|  | Stop on track |

|  | Station on track |

|  | Stop on track |

|  | Station on track |

|  | Stop on track |

|  | Station on track |

|  | Stop on track |

|  | Unknown BSicon "ABZg+r" |

|  | Station on track |

|  | Unknown BSicon "ABZgl" |

|  | Unknown BSicon "ABZg+r" |

|  | Station on track |

|  | Stop on track |

|  | Stop on track |

|  | Station on track |

|  | Stop on track |

|  | Stop on track |

|  | Station on track |

|  | Station on track |

|  | Unknown BSicon "ABZgr" |

|  | Stop on track |

|  | Station on track |

|  | Stop on track |

|  | Station on track |

|  | Station on track |

|  | Station on track |

|  | Stop on track |

|  | Station on track |

|  | Stop on track |

|  | Station on track |

|  | Stop on track |

|  | Station on track |

|  | Station on track |

|  | Station on track |

|  | Stop on track |

|  | Station on track |

|  | Stop on track |

|  | Station on track |

|  | Stop on track |

|  | Restricted border on track |

|  | Straight track |

Drautalbanan (tyska: Drautalbahn) är en 218 kilometer lång järnväg i de österrikiska förbundsländerna Kärnten och Tyrolen. Den går längs Draudalen från den österrikisk-slovenska gränsen vid Holmec via städerna Bleiburg, Klagenfurt, Villach, Spittal an der Drau och Lienz till den österrikisk-italienska gränsen vid Sillian.
Ursprungligen planerades en järnvägsförbindelse mellan städerna Maribor (då Marburg i Steiermark) och Villach. Koncessionen utfärdades 1856. Järnvägen byggdes av k.k. privilegierte Südbahngesellschaft och öppnades 1863 (till Klagenfurt) och 1864 (till Villach). På grund av politiska och strategiska överväganden beslöt man senare att bygga en fortsättning via Lienz till Franzensfeste i dåvarande grevskapet Tyrolen (numera i italienska Sydtyrolen) där banan anslöt till Brennerbanan. Denna sträcka var klar 1871. Efter första världskriget och dubbelmonarkins upplösning fick delar av Steiermark och grevskapet Tyrolen avträdas så att banan idag går från gräns till gräns.
Sträckan Bleiburg–Klagenfurt trafikeras av regionaltåg, medan sträckan Klagenfurt–Villach ingår i Sydbanan med mycket fjärrtrafik. Även tågen mellan Klagenfurt och Salzburg går via Villach och vidare till Spittal an der Drau varifrån de fortsätter på Tauernbanan. Sträckan Villach–Lienz är huvudförbindelsen mellan Kärnten och Östtyrolen. Från Lienz till Innsbruck går tågen som korridortåg via Italien två gånger dagligen.